# La Loi du désert (film, 1923)
Pour les articles homonymes, voir La Loi du désert (homonymie).
Pour plus de détails, voir Fiche technique et Distribution.
La Loi du désert (Three Who Paid) est un western muet américain réalisé par Colin Campbell et sorti en 1923.

## Synopsis
Riley Sinclair cherche à venger la mort de son frère, que trois individus - Quade, Sanderson et Lowrie - ont laissé mourir dans le désert. Deux des trois hommes meurent et le troisième est épargné afin qu'il puisse avouer le crime. Sinclair aide John Caspar (Bessie Love), un instituteur, qui est en fait une jeune femme riche qui tente de s'éloigner de son mari opportuniste. Lorsque son identité est révélée, elle et Sinclair tombent amoureux.

## Fiche technique
- Titre original : Three Who Paid
- Réalisation : Colin Campbell
- Scénario : Joseph F. Poland
- Chef-opérateur : Don Short
- Production : Fox Film Corporation
- Durée : 50 minutes
- Dates de sortie : 
  - États-Unis : 7 janvier 1923
  - France : 22 août 1924

## Distribution
- Dustin Farnum : Riley Sinclair
- Fred Kohler : Jim Quade
- Bessie Love : John Caspar / Virginia Cartwright
- Frank Campeau : Edward Sanderson
- Robert Daly : Sam Lowrie
- William Conklin : Jude Cartwright
- Robert Agnew : Hal Sinclair